# Das Jagdgewehr
Das Jagdgewehr (Originaltitel:猟銃 Ryōjū ) ist eine Novelle von Yasushi Inoue, die auch Züge eines Briefromans hat.  Sie erschien erstmals 1949.

## Inhalt
Der Erzähler schreibt für eine Jagdzeitschrift ein Gedicht, obwohl er selbst eine Abneigung gegen Waffen verspürt. Im Gedicht beschreibt er die Einsamkeit, die der Jäger bei der Jagd empfindet und die für ihn den größten Reiz an dieser Beschäftigung ausmacht.
Einige Zeit später meldet sich Misugi, ein Leser der Zeitschrift, beim Erzähler und schreibt ihm, dass ihn das Gedicht sehr berührt habe und er sich selbst darin wiedererkannt habe. Er bittet ihn außerdem, die Abschiedsbriefe dreier Frauen zu lesen, die Misugi nahegestanden haben.
Der erste Brief stammt von seiner Nichte Shoko, die ihn über den Selbstmord ihrer Mutter Saiko informiert und deren Bitte, ihre Tagebücher nach ihrem Tod zu verbrennen. Als sich Shoko die Tagebücher ansieht, merkt sie, dass ihre Mutter Misugi sehr geliebt hatte und diese Liebe gesellschaftlich nicht geduldet gewesen ist, da Misugi mit Midori verheiratet war. Shoko kündigt auch an, die Briefe von Midori an Misugi zu schicken.
Midori schreibt Misugi, dass sie sich nach ihm sehne und in den letzten Jahren anderen Männern Liebesbriefe geschrieben habe, die eigentlich ihm gegolten hätten. Sie erinnert sich daran, dass sie Saiko zum ersten Mal in einem mit Distelmotiven verzierten Haori gesehen habe, als diese mit Midori fremdging. Diesen Haori habe Saiko kurz vor ihrem Tod noch einmal getragen.
Nun folgt der Abschiedsbrief von Saiko an Misugi. Diese schreibt ihm, dass sie sich besonders an einen gemeinsamen Ausflug nach Tennozan bei Yamasaki erinnert, auf dem sie sich in Misugi verliebt habe. Sie merkt weiter an, dass Misugis Feststellung, dass jeder Mensch eine Schlange in sich trage, richtig sei. Zum Schluss teilt sie ein Erlebnis aus ihrem Englischunterricht in der Oberschule: Als die Passivformen geübt wurden, bekam sie von einer Mitschülerin einen Zettel, auf dem sie „geliebt werden“ oder „lieben“ ankreuzen mussten. Alle Mädchen entschieden sich für „geliebt werden“, nur eine für „lieben“. An diese Mitschülerin versucht sie sich nun zu erinnern.
Nach der Lektüre der Briefe merkt der Erzähler an, dass es inzwischen schon Nacht geworden ist. Er denkt noch einmal über das Gefühl der Einsamkeit nach, von dem ihm Misugi geschrieben hat. Dann fühlt er sich angesichts der Stille für einige Zeit wie betrunken.

## Kritik
„Nach der Einleitung durch ein Prosagedicht, dessen Meister Inoue gewesen sei, entfaltet sich die Erzählung, so Lütkehaus, polyperspektivisch. Die tragische Ehebruchsgeschichte findet ihren Höhepunkt in der titelgebenden Szene: die Gattin sieht im Spiegel, wie ihr Mann das Jagdgewehr auf sie anlegt. Inoue schildere eine Welt der Kälte und der Einsamkeit, die Isolation erscheine "unwiderruflich." .“

## Hörspielbearbeitungen
1965 produzierte der RIAS Berlin unter  demselben Titel eine knapp 100-minütige Hörspielfassung von Gert Westphal, der auch die Regie führte. Die Übersetzung stammte von Oscar Benl. Die Erstsendung fand am 29. September 1965 statt.
Es sprachen: Gert Westphal (Dichter), Carl Raddatz (Jesuke Misugi), Hermann Schindler (Der Onkel), Heidemarie Theobald (Shoko), Ruth Hausmeister (Midori) und Lieselotte Rau (Saiko).
Eine weitere Adaption entstand 1967 beim ORF Salzburg. Auch hier wurde die Übersetzung von Oscar Benl als Vorlage verwendet. Die Regie führte Klaus Gmeiner, der auch die Funkfassung erstellte. Die Erstsendung der 77-minütigen Produktion fand am 4. Februar 1967 statt.
Es sprachen: Helma Gautier, Marianne Hoppe, Hilde Mikulicz, Wolfgang Stendar und Wolfgang Weiser.
Auch das Schweizer Radio DRS produzierte 1972 Das Jagdgewehr als 77-minütiges Hörspiel, nach der Übersetzung von Oskar Benl. Unter der Regie von Robert Bichler sprachen hier Hans-Dieter Zeidler (Josuke Misugi), Gisela Zoch-Westphal (Saiko), Lilian Westphal (Midori), Dinah Hinz (Shoko) und Gert Westphal (Erzähler). (Quelle: HörDat, die Hörspieldatenbank)

## Ausgaben
Yasushi Inoue: Das Jagdgewehr. Aus dem Japanischen von Oscar Benl. Frankfurt am Main: Suhrkamp, 1964, ISBN 978-3-518-41869-7